# Emoia sanfordi
Emoia sanfordi är en ödleart som beskrevs av  Schmidt och BURT 1930. Emoia sanfordi ingår i släktet Emoia och familjen skinkar. Inga underarter finns listade i Catalogue of Life.